# Alain Fantapié
Pour l’article homonyme, voir Henri-Claude Fantapié.
Alain Fantapié, né à Nice en 1934, professeur, universitaire, pédagogue chargé de mission pour la langue française et le développement de la Francophonie, président de l'Académie Charles-Cros.

## Biographie
Après avoir passé l'agrégation[réf. nécessaire], Alain Fantapié est envoyé en mission de coopération en Éthiopie, en 1966, dans le cadre de l'enseignement du français langue étrangère. Il enseigna ensuite dans des universités étrangères, notamment en Écosse et en Californie.
De retour en France en 1971, il travailla à l'ORTF pendant deux ans par l'entremise de Philippe Rossillon.
En 1973, il est nommé au poste de rapporteur au Haut Comité de la langue française, organisme placé sous la responsabilité du Premier ministre dont la mission principale était la défense de la langue française dans l’équilibre géopolitique. Il y développe différentes actions, notamment en direction de la chanson qu'il considère comme un vecteur important du français à l’étranger mais aussi de son ancrage en France.
Alain Fantapié créé le "Prix de la jeune chanson", auquel participaient des pays francophones, d'Europe, d'Afrique, du Québec et de Louisiane.
Défenseur de la langue française, le comité créa sur une période de cinq ans, quelque 10 000 nouveaux mots dont certains ont très bien marché, le mot “logiciel“ en est le meilleur exemple. Lui-même inventa le mot "baladeur" pour parler du "walkman".
En 1984, le D. 84-91 du 9 février 1984 fait éclater le Haut Comité en Commissariat général de la langue française, Comité consultatif de la langue française et Haut conseil de la francophonie et Alain Fantapié redevient professeur dans une université jusqu'en 1999. Il y créa l’enseignement "à distance", en faisant de l'Université Paris III, une université ouverte sur l'extérieur, un point de rayonnement et de mise en réseau international, en utilisant les salles de téléconférence et les premières possibilités de l’Internet. Ce télé-enseignement a très bien marché dans des programmes francophones développés avec notamment la Roumanie, l’Égypte et l’Afrique du Sud.
En 1999, membre de l'Académie Charles-Cros depuis 1978, il en devient président cette année-là. Il est reconduit en 2004, puis de nouveau en novembre 2009, en 2014 et 2019.

## Sources
- Entretien avec Alain Fantapié, Revue l'Aisne no 170 de janvier/février 2009
- Historique de l'Académie Charles Cros
- Haut comité de la Langue française sur Data BNF